# Iaeger
Iaeger ist eine Town in McDowell County im Südwesten des US-Bundesstaats West Virginia. Der einst durch den Steinkohlenbergbau geprägte Ort weist seit Jahrzehnten rückläufige Wirtschafts- und Einwohnerzahlen auf. Eine gewisse Bekanntheit erlangte Iaeger als Aufnahmeort eines der bekanntesten Fotos von O. Winston Link.

## Geografie
Der Süden West Virginias ist eine zerfurchte, von teils tief eingeschnittenen Wasserläufen durchzogene Region der Appalachen. Zahlreiche Orte der Gegend wurden vorhandenen Verkehrswegen folgend in schmalen Tälern angelegt. Iaeger liegt am Zusammenfluss von Coon Branch und Lick Branch zum Dry Fork, einem Nebenfluss des Tug Forks. In den Tälern verlaufen im Ortsgebiet auch die Fernstraßen U.S. Route 52 und West Virginia Route 80 sowie zwei Bahnstrecken der Norfolk Southern Railway – die Hauptstrecke von Williamson nach Bluefield sowie eine in Iaeger abzweigende Nebenstrecke nach Cedar Bluff nahe Richlands.
Der County Seat Welch liegt etwa 20 km östlich von Iaeger, Charleston rund 100 km nördlich.

## Geschichte
William G. W. Iaeger, ein früherer Oberst (Colonel) der Konföderierten mit deutschen Vorfahren, erwarb nach dem Ende des amerikanischen Bürgerkriegs größere Landflächen auf dem Gebiet der heutigen Stadt. Iaeger und sein Sohn, William R. Iaeger, ließen in den 1880er-Jahren den Steinkohlenbergbau auf ihrem Besitz aufnehmen und unterstützten die Ansiedlung von Bergarbeitern und ihrer Familien im Tal. 1917 wurde das somit entstehende Dorf, das bislang nach dem Landvermesser und Brigadegeneral aus dem Unabhängigkeitskrieg Andrew Lewis informell auch als Lewis' Camp bezeichnet worden war, zur Stadt (Town) erhoben und offiziell nach dem zwischenzeitlich verstorbenen Colonel Iaeger benannt.
Iaeger wurde über Jahrzehnte vom Bergbau und der Kohleverladung auf Züge der damaligen Norfolk and Western Railway geprägt. Mit dem Niedergang der Kohleförderung in der Region ging auch ein Bedeutungsverlust des Ortes einher. Insbesondere aus Mangel an Verdienstmöglichkeiten nimmt die Einwohnerzahl von Iaeger, ähnlich wie in zahlreichen vergleichbaren umliegenden Orten, seit den 1950er-Jahren kontinuierlich ab. Wurden Anfang der 1980er-Jahre noch rund 600 Einwohner verzeichnet, waren es im Jahr 2000 358, im Juli 2007 297, 2017 255 und 2019 242 Personen.

## Demografie
Die Volkszählung des Jahres 2000 erfasste in Iaeger 358 Personen in 167 Haushalten und 106 Familien. Nach ethnischer Abstimmung verteilten sich die Bewohner auf 96,37 % Weiße, 2,51 % Afro-Amerikaner und 1,12 % „sonstiger Abstammung“.
Im durchschnittlichen Haushalt Iaegers lebten 2000 2,14 Personen; die durchschnittliche Familiengröße betrug 2,75 Personen. Das Durchschnittsalter lag bei 44 Jahren; das Verhältnis zwischen erwachsenen Frauen und Männern bei 100 zu 83,8. Ein durchschnittlicher Haushalt konnte ein Jahreseinkommen von 14.886 US-Dollar verzeichnen, Familien 21.250 Dollar. Männer erhielten im Mittel 23.750 Dollar, Frauen 35.000 Dollar. Das Pro-Kopf-Einkommen betrug 17.263 Dollar im Jahr und lag damit noch deutlich unter dem im nationalen Vergleich bereits niedrigen Durchschnittseinkommen des gesamten Bundesstaates West Virginia. Etwa 32,8 % der Einwohner bzw. 29 % der Familien lebten unterhalb der Armutsgrenze.